# カビリア
『カビリア』（原題・ Cabiria）は1914年にイタリアのジョヴァンニ・パストローネが脚本・監督した、叙事詩的なモノクロ・サイレント映画。
舞台は第二次ポエニ戦争の時代のローマとカルタゴ、ティトゥス・リウィウス『ローマ建国史』をベースに、ギュスターヴ・フローベールの『サランボー』(1862)やエミリオ・サルガーリの『カルタゴは燃えている』(1908)を部分的に取り入れて、ガブリエーレ・ダンヌンツィオが脚色した。

## あらすじ
バットーの娘カビリアはエトナ山の噴火の混乱で両親と離ればなれとなり、フェニキア人の海賊に捕らえられて乳母ともにカルタゴで大僧正カルタロに奴隷として売られる。カルタゴに敵情偵察の密命を受けて来ていたローマの軍人フルヴィウスとその奴隷マチステ(en)に巡り会って、乳母はモレクの神に生け贄にされようとしている少女を助けてくれと、バットー家の家宝である指輪を見せる。二人はカビリアを寸前で救い出し、追いかける群衆から逃走する。フルヴィウスは断崖から海に飛び降り逃げ果せ、マチステと少女は、ヌミディアの王子マシニッサと、（ローマ進撃中のハンニバルの弟）ハスドルバルの娘ソフォニスバの密会の場に紛れ込んでしまう。マチステは捕らえられて粉挽き臼の鎖に繋がれるが、カビリアは、ソフォニスバの召使いとして匿まわれることになる。フルヴィウスの復帰したローマ海軍は、しかしアルキメデスの発明した太陽光の反射器による火災のために殲滅される。遭難して海岸に打ち上げられたフルヴィウスをバットー家の家来が助け上げるが、彼の指輪に主人の家紋を見いだしたため館に運び込む。そこでカビリアが生きていたことが家族に知らされる。一方マシニッサはヌミディアの政敵シュファクスに打ち破られ沙漠に落ちのびる。そのためハスドルバルは娘をシュファクスに妻合わせることにしたため、ソフォニスバは絶望する。
10年ぶりにカルタゴに戻ったフルヴィウスは、マチステを臼挽き労役から助け出す。二人が沙漠をさまよっているところを、ローマ軍に追い立てられたシュファクス軍に捕らえられ、キルタの牢に入れられる。鉄枠を折り曲げて脱走するが、食料貯蔵所に籠城せざるをえなくなる。シルタがローマ軍に援助されたマシニッサ軍によって包囲されると、シュファクスは囚われの身となり、ソフォニスバはマシニッサの懇願もむなしくローマでの晒し刑を宣せられる。マシニッサはマチステに依頼してかつての恋人に毒薬を届ける。ソフォニスバは苦悶の末絶命する。ローマに帰還する船の上では親し気に語り合うフルヴィウスとカビリアの姿があった。